# Trystika
Trystika (bułg. Тръстика) – wieś w Bułgarii, w obwodzie Tyrgowiszte, w gminie Popowo. W 2024 roku liczyła 217 mieszkańców.